# Wszystkie psy idą do nieba (serial animowany)
Wszystkie psy idą do nieba (ang. All Dogs Go to Heaven: The Series, 1996 – 1999) – serial animowany produkcji amerykańskiej. Zawiera 40 odcinków. Istnieje także film animowany pod tym samym tytułem: Wszystkie psy idą do nieba.

## Spis odcinków

### Seria pierwsza
1. The Doggone Truth
2. Field Trip
3. Lance the Wonder Pup
4. Puppy Sitter
5. Dogs in the House
6. Cyrano de Barkinac
7. An Itch in Time
8. Mission Im-paws-ible
9. Mutts Ado About Nothing
10. Dog Eat Dog
11. Will Success Spoil Itchy Itchiford?
12. Heaventh Inning Stretch
13. The Perfect Dog

### Seria druga
1. (14) La Doggie Vita'
2. (15) Travels with Charlie
3. (16) Charlie’s Cat-Astrophe
4. (17) Magical Misery Tour
5. (18) Miss Guidance
6. (19) Fearless Fido
7. (20) Pair-A-Dogs Lost
8. (21) Kibbleland
9. (22) The Rexx Files
10. (23) Sidekicked
11. (24) Heaven Nose
12. (25) The Big Fetch
13. (26) All Creatures Great & Dinky

### Seria trzecia
1. (27) Free Nelly
2. (28) Dogfaces
3. (29) Charlie the Human
4. (30) History of All Dogs
5. (31) Trading Collars
6. (32) Whacked to the Future
7. (33) Dr. Jekyll & Mangy Hide
8. (34) Charlie’s Angle
9. (35) Agent from F.I.D.O.
10. (36) Bess and Itchy's Dog School Reunion
11. (37) When Hairy Met Silly
12. (38) The Wrong Stuff
13. (39) Haunted Is as Haunted Does
14. (40) He Barked, She Barked